# Gryka (akwarela Stanisława Masłowskiego, 1920)
Gryka 1920 – akwarela polskiego malarza Stanisława Masłowskiego (1853–1926) malowana w 1920 roku, we wsi Wola Rafałowska, znajdująca się w zbiorach Muzeum Okręgowego w Rzeszowie.

## Opis
Obraz malowany techniką akwarelową, w 1920 roku, w Woli Rafałowskiej, o wymiarach 85 × 120 cm, sygnowany: "STANISŁAW MASŁOWSKI. 1920", jest pejzażem  przedstawiającym - na tle obszernej panoramy pól uprawnych - dwa potrójne, równoległe pasy kwitnącej biało gryki, przedzielone nieokreślonym, ciemnym pasem zielonobrunatnym i niebieskawym. W głębi widoczne są luźno rozsiane pojedyncze drzewa, a w oddali - grupa drzew - niewielki, śródpolny lasek-gaik. Ponad tak ukazaną równiną pól, odmalowano błękitne niebo, zasnute cienką powłoką zachmurzenia. Pierwszy plan obrazu, wraz z sygnaturą po prawej stronie, u dołu, sprawia wrażenie połaci jasnych, piaszczystych brył-skib i bruzd gruntu.

## Dane uzupełniające
Obraz określony tu nazwą Gryka 1920 jest jedną z trzech akwarel Masłowskiego o tematyce "Gryka", z lat 1920, 1922 i 1924, znajdujących się (2022) w zbiorach polskich muzeów. Jest on jednym z przykładów ulubionej przez artystę tematyki wiejskiego, mazowieckiego pejzażu wsi Wola Rafałowska, do której malarz jeździł wielokrotnie w latach 1903–1924 na plenery.
Jak widać - wszystkie wymienione akwarele pochodziły z późnych lat jego dojrzałej twórczości, kiedy malarz dobiegał swego siedemdziesięciolecia. Był to zarazem dla niego okres renesansu, po załamaniu wojennym lat 1914–1918. Jak to bowiem określił Tadeusz Dobrowolski - "Poczucie dobrego malarstwa zachował artysta, pomimo pewnego spadku sił twórczych, bardzo długo, bo w tym jeszcze czasie (1924) wymalował wyjątkowo uroczy krajobraz pt. 'Ule' [...]  Na kanwie głęboko odczutej ziemi polskiej snuł delikatną przędzę swych na wskroś osobistych wizji malarskich, o czym  w r. 1910 pisał w sposób następujący: 'żyję - życiem uroku poezji, sztuki, czegoś, co jest poza nami, choć to coś widzimy. Bo przecież choć maluję z natury, to jednak nie powtarzam ściśle rzeczy widzianych' ".
Proces powstawania omawianej akwareli - podobnie, jak dwu pozostałych, wyżej wymienionych, był zapewne zbliżony. Syn artysty, który był świadkiem towarzyszącym mu podczas jego plenerowych seansów w Woli Rafałowskiej charakteryzował ów proces następująco: "Pamiętam dobrze, jak malował grykę. Jak z drobnych plam żółto-zielonych i z pustych partii papieru, w kontraście z fioletem łodyg i ziemi, wyrastała ta niezwykła w swoim natężeniu biała płaszczyzna pola, jak rzeczki i strumyki koloru znaczyły granice między zagonami, jak z nieforemnych kleksów rodziło się gorące, migotliwe kartoflisko, a z plamek jasnozielonych i błękitnych zimne płaskie pasy seradeli." [...] W miarę postępów swej pracy malarz co jakiś czas cofał się i spoglądał na jej wynik czekając na przeschnięcie papieru. Niekiedy siadał, poprawiając swój [...] "nieodstępny zielony melon - chłodny, jak twierdził, i świetny na upały. Uniwersalny zresztą, bo łapał nim także do moich dziecinnych zbiorów pazie królowej, gnieżdżące się w starej kępie brzóz i jodeł na polu Wójcickiego. Siadał nabijał fajkę z gumowego kapciucha i częstował tytoniem Józefa, który wyłaził z jakiejś bruzdy, gdzie leżał przez ten czas. Kilka seansów przedpołudniowych na ogół kończyło obraz."
Omawiana akwarela była reprodukowana w publikacji: Malarstwo Polskie XVIII-XX w., Katalog zbiorów, oprac. Teresa Szetela-Zauchowa, Rzeszów 1998, s. 95.